# Три песни о Ленине
«Три пе́сни о Ле́нине» — советский агитационный кинофильм 1934 года. Снят к десятой годовщине со дня кончины Ленина. Был показан на первом советском Московском международном кинофестивале в 1935 году.

## Краткое содержание
Фильм о том, как советский народ любит Владимира Ильича Ленина.
Песня «В чёрной тюрьме было лицо моё» — о том, как Ленин преобразил Среднюю Азию. Феодальные и исламские пережитки были уничтожены, на их место пришли современное образование, новая техника и социалистические отношения.
Во второй песне — «Мы любили его…» — показана реакция всех народов Союза на смерть Ленина. Кинохроника похорон и картины жизни во всех уголках Родины перемешиваются, и создаётся впечатление, что смерть Ленина приостановила жизнь во всём Советском Союзе.
Третья песня — «В большом каменном городе» — о том, как народы Союза продолжают дело Ленина и какие громадные достижение произошли в стране после его смерти. Интервью с передовиками производства, кадры великих строек, радость народа — всё это доказывает, что Ленин жил и трудился не зря.
Фильм включает старинные песни Востока.

## Съёмочная группа
- Режиссёр и автор сценария — Дзига Вертов
- Операторы — Дмитрий Суренский, Марк Магидсон, Бенцион Монастырский
- Композитор — Юрий Шапорин
- Звукооператор — Пётр Штро
- Ассистент режиссёра — Елизавета Свилова

Фильм перевыпущен в 1970 году на Центральной студии документальных фильмов под руководством Елизаветы Свиловой-Вертовой, вдовы режиссёра, Ильи Копалина и Семирамиды Пумпянской.

## Монтажные приёмы
Казахский киновед Гульнара Абикеева анализирует как режиссёр достигает эффекта эмансипации женщин советского Востока в первой части картины. Образ «освобожденной женщины Востока» создаётся Вертовым путём монтажа разрозненных кадров. В первых кадрах показана женщина из Хивы (судя по архитектуре) в узбекской парандже. Далее показано строительство железной дороги и туркменская женщина — у неё закрыта по традиции только нижняя часть лица. Последними в эпизоде появляются казахские женщины с открытыми лицами, которые никогда не носили паранджу. Таким образом, манипулируя документальным изображением женщин из разных мест с разными традициями, режиссёр достигает идеологической цели — эффекта снятия паранжи.
Обращают на себя внимание приёмы Вертова и во второй части картины, в сцене ленинских похорон, где вождь мирового пролетариата одновременно и жив, и мёртв: «многократно подчеркиваемое противопоставление динамичных хроникальных кадров с живым Лениным и статичного кадра с его телом». 